# 雅裨理
雅裨理（David Abeel，1804年6月12日—1846年9月4日），19世纪基督教新教早期在中國大陸的传教士。他在中國大陸（當時為清朝統治）時期與徐繼畬的交流，也影響了徐的地理觀。徐之後的著作《瀛環志略》有關西方各國的譯名，如西班牙、葡萄牙等，便是參照自雅裨理的閩南語發音轉譯為漢字定名的。

## 生平
1804年6月12日，雅裨理出生在美国新泽西州新布朗斯维克，皈依基督后开始学习医学。1826年，他毕业于新不伦瑞克神学院，被按立为美国归正会牧师，在纽约州的雅典任职。1828年冬由于健康原因去西印度群岛疗养。1829年，他被传教的使命感所推动，由于美国归正会到1857年才正式组织海外差会，因此他先加入美國水手公誼會（the Seamen's Friend Society），在1829年10月，和公理会第一位来华传教士裨治文同船前往中国，1830年抵达广州。先在广州向外国水手宣教一年，同时学习閩南語、马来语和暹邏語，同年成为公理会牧师。
1831年，雅裨理前往爪哇访问当地的荷兰归正会，然后前往新加坡和曼谷，为公理会进行探索性工作。1833年由于健康原因回国，途经英国、瑞士、法国、德国和荷兰，在会议上代表中国差会演讲。1839年他回到广州，由于鸦片战争即将爆发，他转往婆罗洲访问当地的荷兰归正会。1841年回到中国，1842年在新开辟的通商口岸厦门鼓浪屿创办差会，成为首先进入厦门的传教士。他同美国医生甘明一同开设诊所从事医疗宣教事工,该诊所之后成为保赤医院。1845年由于严重的肺结核回到美国，次年在纽约州奥尔巴尼去世。

### 與徐繼畬的會面
徐继畬在自己著作《瀛寰志畧》中有至少十次提及引用雅裨理的解說，雖然確切的時間並沒有提及，不過可以從雅裨理的日記中得知。1844年1月27日，他在日記中稱，稍早時候，他和另一名傳教士，與一個僅次於當地省長的官員見面，而且他可能成為下一任的省長。這個官員向他們詢問了很多外國的問題，於是他們花了一個下午向那位官員解釋各國的位置和資訊，那位官員相當高興，他們向他贈送了基督教書籍與新約，以及其他書籍；2月19日，他們再去拜訪了這位官員的副官，副官說他們已經讀完了新約全書，又向他們詢問了很多外國地名人名，雅裨理祈禱這位官員能理解上帝的真義。
而第二次的記載是在1844年5月，雅裨理再次拜見了《瀛寰志畧》的作者，他是五臺人。雅裨理說這位官員「Su Ki-Yu」（徐继畬）是個友善的人，他又詢問了很多外國的農產、經濟、歷史等問題，對他們帶來的圖文很感興趣，他們又花了一個下午向這位官員解說了一般的知識。

## 著作
- 《To the Bachelors of China, by a Bachelor》 (1833),
- 《A Narrative of Residence in China》 (1834)
- 《The Claims of the World to the Gospel》(1838).

## 外部連結
- Poppen, Alvin John (譯者: 李華德) :《雅稗理的生平 (閩南第一位宣教士) = The Life of David Abeel》. 香港 : 基督教輔僑出版社, 1963. （页面存档备份，存于）  基督教文藝出版社藏書,  香港浸會大學圖書館. 華人基督宗教文獻保存計劃.